# Apantesis vittata
Apantesis vittata là một loài bướm đêm thuộc phân họ Arctiinae, họ Erebidae.